# Stazione meteorologica di Borgomanero
La stazione meteorologica di Borgomanero è la stazione meteorologica di riferimento relativa alla località di Borgomanero.

## Coordinate geografiche
La stazione meteorologica si trova nell'Italia nord-occidentale, in Piemonte, in provincia di Novara, nel comune di Borgomanero, a 306 metri s.l.m. e alle coordinate geografiche 45°42′N 8°28′E.

## Dati climatologici
In base alla media trentennale di riferimento 1961-1990, la temperatura media del mese più freddo, gennaio, si attesta a -0,6 °C; quella del mese più caldo, luglio, è di +20,1 °C .
| Borgomanero        | Mesi | Mesi | Mesi | Mesi | Mesi | Mesi | Mesi | Mesi | Mesi | Mesi | Mesi | Mesi | Stagioni | Stagioni | Stagioni | Stagioni | Anno |
| Borgomanero        | Gen  | Feb  | Mar  | Apr  | Mag  | Giu  | Lug  | Ago  | Set  | Ott  | Nov  | Dic  | Inv      | Pri      | Est      | Aut      | Anno |
| ------------------ | ---- | ---- | ---- | ---- | ---- | ---- | ---- | ---- | ---- | ---- | ---- | ---- | -------- | -------- | -------- | -------- | ---- |
| T. max. media (°C) | 2,7  | 5,6  | 10,5 | 15,1 | 18,9 | 23,0 | 25,0 | 23,9 | 19,9 | 14,1 | 8,1  | 3,9  | 4,1      | 14,8     | 24,0     | 14,0     | 14,2 |
| T. min. media (°C) | −4,0 | −2,4 | 1,6  | 5,5  | 9,4  | 13,3 | 15,3 | 14,9 | 12,2 | 7,0  | 1,9  | −2,2 | −2,9     | 5,5      | 14,5     | 7,0      | 6,0  |